# Mala Gorica (żupania zagrzebska)
Mala Gorica – wieś w Chorwacji, w żupanii zagrzebskiej, w mieście Sveta Nedelja. W 2011 roku liczyła 623 mieszkańców.